# Daewoo Bus

Zyle Daewoo Bus Corporation (кор. 자일 대우, трансліт. 자일 대우) — південнокорейська компанія з виробництва автобусів. Заснована 2002 року. Штаб-квартира розташована в місті Пусані.

## Історія
Серійне виробництво автобусів марки Daewoo було організовано на початку 1980-х років на реконструйованому заводі в Пусані, найменшому з чотирьох південнокорейських підприємств компанії Daewoo Motors. Спочатку там здійснювалася збірка автобусів за ліцензією японської компанії Isuzu, але згодом більшість агрегатів до них стали випускати власними силами. У програму входять чотири сімейства автобусів: серія BS — найпростіші і невибагливі універсальні машини для роботи у віддалених районах, BV — спеціальні низькорамні міські, ВМ — автобуси для обслуговування місцевих ліній і ВН — туристські машини підвищеної комфортності, які носять красиві імена Royal Express, Royal Cruiser, Royal Luxury та Royal Super Cruiser.
У 2008 році компанія відкрила офіс в Пакистані, під назвою Afzal Motors.

## Серії

### Серія BS
Основна частка виробництва поки доводиться не на розкішні туристичні автобуси, а на прості машини для обслуговування місцевих ліній, передмість столиці і дрібних населених пунктів. До них належить автобус BS106 довжиною 10,6 м, розрахований на перевезення 75 пасажирів. У його задній частині встановлено 6-циліндровий 11-літровий дизель потужністю 225 к.с. і механічна 5-ступінчаста коробка передач. Підвіска всіх коліс ресора, рульовий механізм оснащений гідропідсилювачем. Цікаво, що задня частина салону може бути переобладнана під вантажний відсік, а середні двері кузова зсувні.

### Серія BV
До нової продукції Daewoo належить 12-метровий міський автобус BV120LA, розрахований на перевезення 72 пасажирів (місць для сидіння — 27). Він уніфікований з моделлю BS106, на відміну від якої обладнаний пневматичною підвіскою і кузовом зниженого розташування з трьома бічними дверима з пневмоприводом. На замовлення на автобусі можна встановити автоматичну коробку передач, антиблокувальну систему і ASR, кондиціонер повітря, обігрівач.